# 卡洛·费利切雕像
43°41′38.87″N 7°16′57.68″E / 43.6941306°N 7.2826889°E

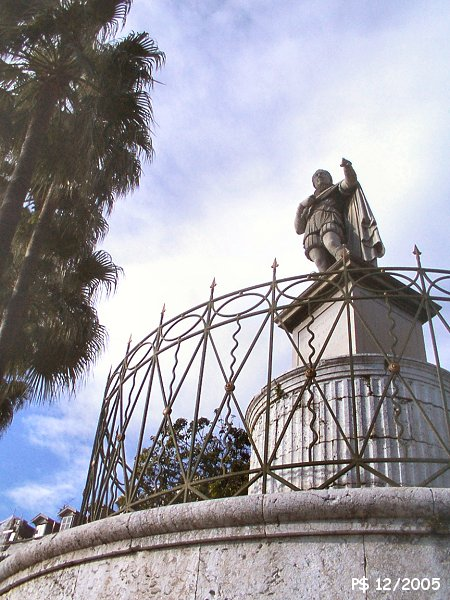
卡洛·费利切雕像

卡洛·费利切雕像（Statue de Charles-Félix de Sardaigne à Nice）位于法国尼斯港口区，由Paul-Émile Barberi立于1828年，为撒丁国王卡洛·费利切的雕像。
1851年-1853年，因该市丧失自由港地位引发暴力骚乱，这座雕像遭到损坏。

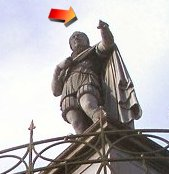

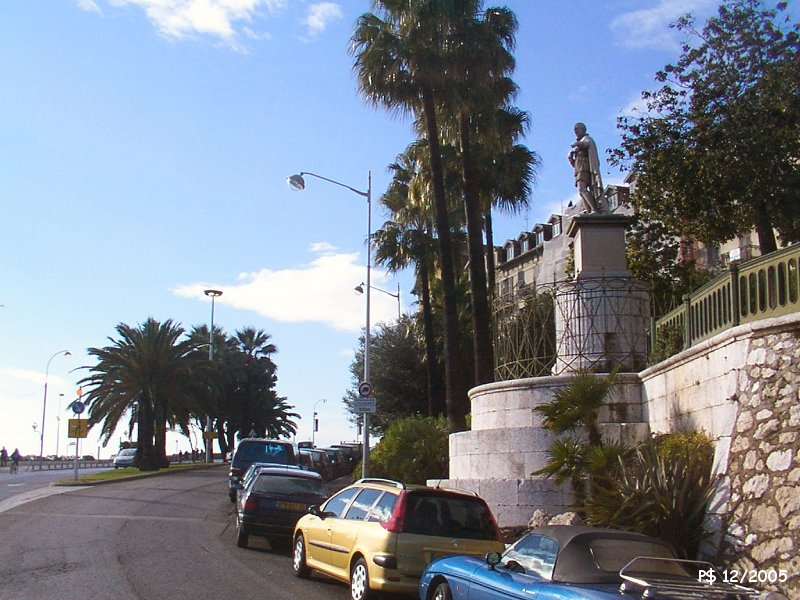
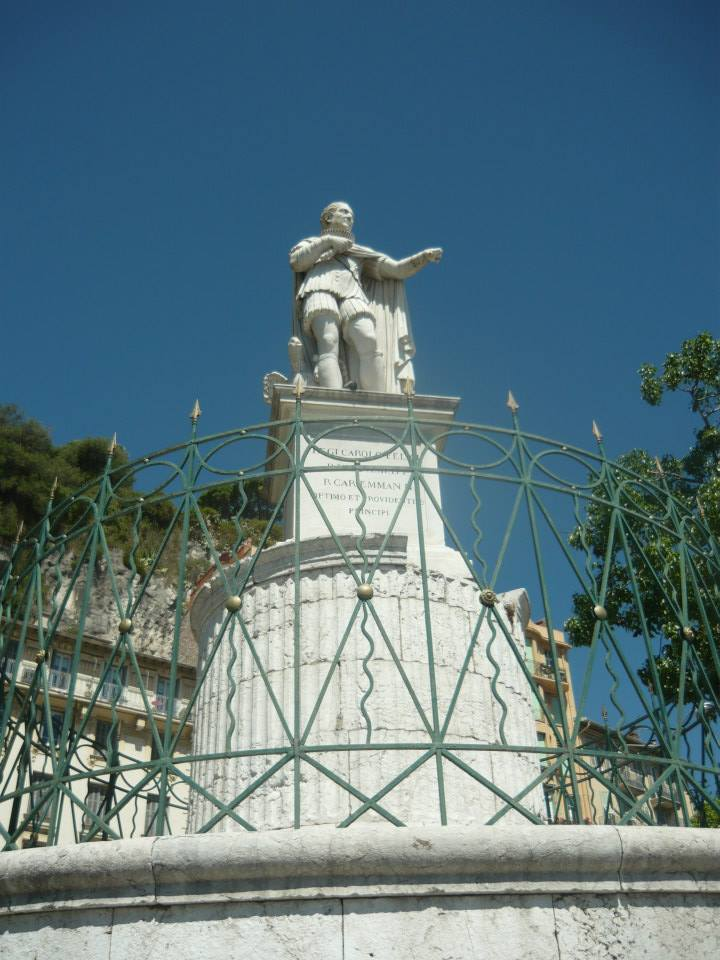